# Battaglia di Nauloco
La battaglia navale di Nauloco fu combattuta il 3 settembre del 36 a.C. tra la flotta di Sesto Pompeo, figlio di Gneo Pompeo Magno, e quella di Marco Vipsanio Agrippa, ammiraglio di Ottaviano, nei pressi di Nauloco in Sicilia. La disfatta di Sesto segnò la definitiva sconfitta del partito pompeiano e la fine della sua opposizione al Secondo triumvirato.

## Contesto storico
Dopo gli accordi di Brindisi (40 a.C.) tra Ottaviano e Marco Antonio, con cui fu rinnovato il triumvirato, Ottaviano si dedicò a chiudere la partita con Sesto Pompeo, che, rifugiatosi in Spagna con quanto restava delle armate del partito repubblicano, dopo l'assassinio di Cesare era stato perdonato dal Senato, che gli aveva affidato il comando della flotta al tempo della guerra di Modena. Con questa forza navale, Sesto aveva occupato la Sicilia (42 a.C.), raccogliendo intorno a sé tutti i nemici dei triumviri. Sesto aveva poi dato vita a un vero e proprio blocco navale contro Roma, che si era quindi trovata senza adeguati rifornimenti granari (39 a.C.). Dopo un momentaneo compromesso (che però nessuno rispettò fino in fondo), tra le due parti si riaccesero le ostilità. Nel 38 a.C. Ottaviano fu battuto in mare da Sesto, riportando gravi perdite umane. Il figlio adottivo di Cesare richiamò allora dalla Gallia il suo legato, Marco Vipsanio Agrippa, e chiese anche aiuto ad Antonio, che gli promise 120 navi in cambio di 20 000 soldati italici.

## La battaglia
Lo storico Appiano di Alessandria racconta che Agrippa era riuscito a conquistare la città di Tyndaris (Tindari) trasferendo lì le milizie di terra. Pompeo invece era ancora in possesso di Mylae (Milazzo) e di tutti i luoghi da Milazzo a Nauloco e al Peloro ma, credendo che Agrippa si muovesse con la sua flotta verso di lui, abbandonò Milazzo, la quale fu occupata, insieme alla città di Artemisio, dalle truppe di Ottaviano. Rifugiatosi presso il Peloro, Pompeo propose a Ottaviano di risolvere la situazione con una battaglia navale, ritenendo la propria flotta superiore a quella dell'avversario. Dopo adeguati preparativi seguiti scrupolosamente da Agrippa, nel 36 a.C. Ottaviano attaccò di nuovo Sesto Pompeo. Svetonio racconta di un curioso episodio occorso ad Ottaviano prima della battaglia decisiva: 
(Svetonio, Augustus, 96.)
Le due flotte si incontrarono tra il promontorio di Milazzo e la città di Nauloco presso la quale era ancorata l'armata di Pompeo. Entrambe le flotte erano composte da 300 navi, tutte dotate di artiglieria ma Agrippa comandava le unità più pesanti armate con l'arpagone, una versione più recente del corvo. Agrippa usò la sua nuova arma con grande efficacia, riuscendo a bloccare le navi più maneggevoli di Sesto e, dopo una lotta lunga e sanguinosa, riuscì a sconfiggere il suo nemico. Agrippa perse 3 navi, mentre 28 furono le navi affondate di Sesto, 17 riuscirono a fuggire, le altre furono bruciate o catturate. Svetonio aggiunge un episodio curioso che si sarebbe svolto durante la battaglia:
(Svetonio, Augustus, 16.)

## Conseguenze
Fuggito in Oriente, Sesto fu catturato e giustiziato da un ufficiale di Antonio (35 a.C.). Dopo questa vittoria e dopo aver estromesso definitivamente Marco Emilio Lepido dal triumvirato, Ottaviano divenne il padrone indiscusso della parte occidentale dei possedimenti romani.

## Archeologia
Il sito della battaglia è stato identificato grazie a rinvenimenti subacquei avutisi nell'areale di Capo Rasocolmo (ME) da cui sono stati recuperati oltre che frammenti dello scafo e delle monete emesse dai partecipanti allo scontro: Augusto, Antonio e Sesto Pompeo. La scoperta di un rostro nel 2008 nelle acque antistante Acqualadroni, nei primi momenti della ricerca, fu collegato con la battaglia. Tuttavia le più recente ricerche hanno permesso di datare questo rostro al III a.C.